# Karkowo (jezioro)
Karkowo – jezioro na Pojezierzu Ińskim, położone w gminie Chociwel, w powiecie stargardzkim, w woj. zachodniopomorskim. Jezioro znajduje się ok. 3,5 km na północny zachód od miasta Chociwel.
Powierzchnia zbiornika wynosi 2,49 ha.
Karkowo jest dość płytkie i charakteryzuje się bardzo silną eutrofizację. W środkowej części zbiornika ma miejsce wyraźne zwężenie do ok. 20 m.
Według typologii rybackiej jest jeziorem karasiowym.
Na południe od jeziora (ponad 100 m) leży wieś Karkowo.